# Vad gör man?
Vad gör man? är Jannike Stenlunds debut-EP, utgiven 2005 och producerad av Jannike Stenlund. Skivan är inspelad, mixad och mastrad av Johannes Bjaaland. Den innehåller originalversionerna av låtarna "Addiction", "Take a Chance" och "Vad gör man?". Dessa tre omarrangerades när de inkluderades på Stenlunds första studioalbum När de inte är här 2007.

## Låtlista
1. "För litet rum" (Stenlund) - 4:03
2. "Afrika" (Stenlund) - 5:03
3. "Addiction" (Stenlund) - 5:11
4. "Take a Chance" (Stenlund) - 3:28
5. "Vad gör man?" (Stenlund) - 4:35